# Cueva de los Ángeles (Villamalea)

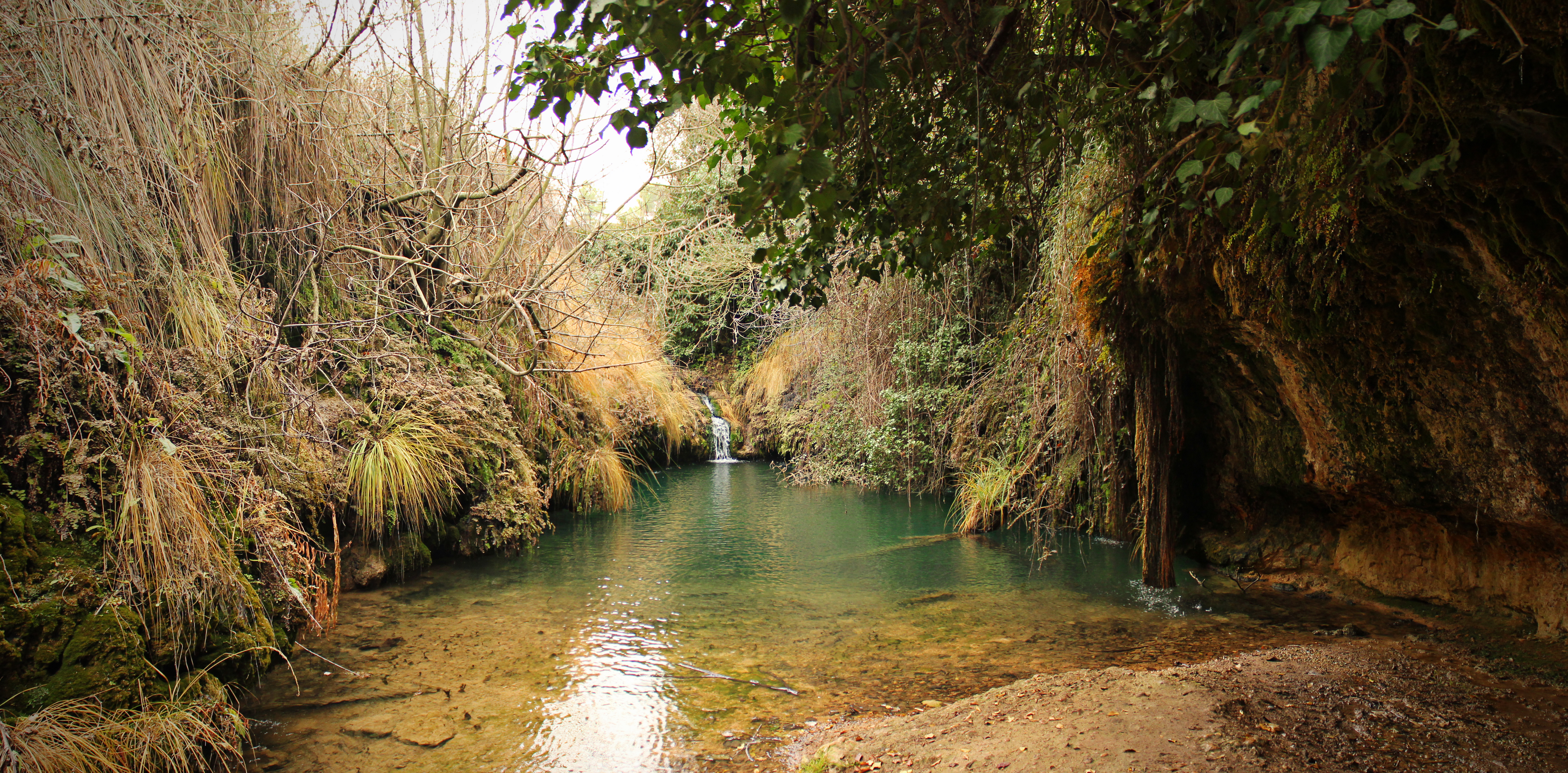
Rambla de agua en la cueva de los Ángeles.

La Cueva de los Ángeles es una cueva y una pequeña rambla que recoge agua de lluvia, situadas en un paraje natural perteneciente al municipio de Villamalea en la provincia de Albacete, Castilla-La Mancha. Está situado a unos 7 kilómetros al noreste de la localidad.

## Historia
Este lugar ha sido siempre para el pueblo de Villamalea uno de los mayores reclamos para el turismo local. Se trata de una cueva y de una pequeña rambla de agua natural, cuyo origen es el agua de lluvia que va siguiendo el cauce de riachuelos y otras ramblas. El agua de esta rambla ha sido tradicionalmente utilizada por los hortelanos que construían sus casas cerca para así aprovechar y utilizar esta para el cultivo. Finalmente esta agua desemboca en el Río Cabriel.
La cueva tiene unos 7 metros de profundidad, y recibe el nombre de Cueva de los Ángeles por la forma de las piedras en su interior que se han asociado popularmente a rostros de ángeles.
Existen varias rutas de senderismo que pasan por este lugar, y ha sido restaurado para su mejor acceso y preservación.